# Resistencia longitudinal
Se denomina resistencia longitudinal en los campos de la tecnología, ingeniería y ciencias de materiales, a la resistencia que posee un cuerpo frente a la acción de fuerzas que operan a lo largo de su eje longitudinal.  El término se aplica tanto a la resistencia a la compresión como a la resistencia a la tracción.
La resistencia se define como la máxima fuerza por unidad de sección transversal que logra resistir un cuerpo, componente o material antes de romperse o sufrir deformaciones plásticas.
Desde un punto de vista teórico, la máxima resistencia longitudinal la poseen los cristales puros, ya que en ellos la resistencia correspondería a la fuerza longitudinal necesaria para romper las moléculas. Pero a causa de los defectos que poseen las estructuras cristalinas, dicho valor máximo es inalcanzable. en la realidad. 